# Gomar Van de Wiele
Gomar Van de Wiele (Zulzeke, 14 juli 1864 - Ronse, 10 februari 1947) was een Belgisch industrieel en politicus voor de Liberale Partij.

## Levensloop
Van de Wiele was van beroep industrieel en beheerder van vennootschappen.
Hij werd verkozen tot gemeenteraadslid van Ronse (1903-1921 en in 1926) en provincieraadslid van Oost-Vlaanderen (1921-1927). In 1927 volgde hij de overleden Joseph De Blieck op als liberaal senator voor het kiesarrondissement Aalst-Oudenaarde en vervulde dit mandaat tot aan zijn dood.
In Ronse is er een Gomar Vandewielelaan.